# Mishná
La Mishná o Misná (del hebreo מִשְׁנָה, ‘estudio, repetición’) es la primera gran colección escrita de las tradiciones orales judías conocida como la Torá oral. También es la primera obra importante de la literatura rabínica. La Mishná fue redactada por Yehudah Hanasí a principios del siglo III d. C., en una época en la que, según el Talmud, la persecución de los judíos y el paso del tiempo plantearon la posibilidad de que se olvidaran los detalles de las tradiciones orales de los fariseos del período del Segundo Templo (536 a. C.-70 d. C.). La mayor parte de la Mishná está escrita en hebreo mishnaico, mientras que algunas partes están en arameo.
La Mishná consta de 6 órdenes (sedarim, en singular seder, סדר), cada uno de los cuales contiene 7-12 tratados (masejtot, en singular masejet, מסכת; literalmente «red»), con 63 en total,  subdivididos en capítulos y párrafos. La palabra Mishná también puede indicar un solo párrafo de la obra, es decir, la unidad más pequeña de estructura del texto. Por esta razón, a veces se hace referencia a toda la obra en plural, Mishnayot.

## Introducción
El código jurídico llamado Mishná es la base de la ley judía oral o rabínica y forma parte del Talmud, que conjuntamente con la Torá o ley escrita conforman la halajá. A su vez, la Mishná fue ampliada y comentada durante tres siglos por los sabios de Babilonia —la Guemará—, en tanto la Mishná original y su exégesis o Guemará recibieron conjuntamente el nombre de Talmud. Un conjunto de rabinos juntaron la tradición oral en el siglo III, lo cual reunió una cantidad de 6 libros (tomos, rollos) y se fue pasando de generación en generación.

## Estructura de la Mishná
La Mishná está redactada en versículos cortos escritos en idioma hebreo, llamados mishnayot (מִשְׁנָיוֹת; en singular mishnaya, diminutivo de Mishná), que clasifican, resumen y consolidan las numerosas leyes orales desarrolladas y comentadas por los sabios de la época, los tanaím (del arameo תַּנָּאִים; singular taná, con el mismo significado que Mishná). Las mishnayot se agrupan en 527 capítulos (פְּרָקִים, perakim; singular pérek), y estos a su vez en tratados o masejtot (מַסֶּכְתּוֹת; singular maséjet). Todos ellos, conforman los seis libros en los que la Mishná se divide —cada uno de ellos llamado Séder (סֵדֶר, "orden")— y que comprenden prácticamente todos los ámbitos de la halajá judía.
Ambas obras, el Talmud de Jerusalén y el Talmud de Babilonia, están igualmente ordenadas, siguiendo el orden de las seis órdenes de la Mishná, en tanto que los sabios talmúdicos, los amoraim (אָמוֹרָאִים, "comentaristas") precisamente comentaban y discutían en arameo cada versículo o mishnaya, hasta llegar a un acuerdo acerca de la ley correspondiente. Los comentarios no incluidos en la Mishná, son llamados baraitot (בְּרַיתוֹת; en singular: baraita; en arameo: "externo"); muchos de ellos fueron también comentados y ampliados en el Talmud.

### Zeraim
Zeraim (זְרָעִים, "semillas"): preceptos relacionados con el trabajo de la tierra. El Séder Zeraim (hebreo: סדר זרעים) es el primer y más corto orden de la Mishná y el Talmud, la primera gran obra de la Halajá. Esta sección de la Mishná fue escrita por los sabios para informar a todos los judíos sobre lo que se tiene que hacer para cumplir las obligaciones bíblicas acerca de los rezos y mandamientos sobre la comida. La Halajá (o Ley Judía) contiene muchas obligaciones y restricciones acerca de las actividades agrícolas, y ordena un horario estricto para los tiempos de las oraciones. La mayor parte de Zeraim fue dejada fuera de la Guemará (la discusión rabínica de la Mishná). Es explicado teóricamente que los rabinos sintieron que los otros mandamientos tenían una mayor prioridad que los mandamientos agrícolas, que tratan mayoritariamente de las restricciones sobre la comida producida en la Tierra de Israel.

### Moed
Moed (מוֹעֵד, "festividades"): leyes sobre festividades, shabat y ayunos. El Séder Moed (en hebreo: מועד) (en español: "Festividades") es el segundo orden de la Mishná, el primer registro escrito de la Torá oral del pueblo judío (también la Tosefta y el Talmud). De los seis órdenes de la Mishná, Moed es el tercer orden más corto. El orden de Moed consta de 12 tratados.

### Nashim
Nashim (נָשִׁים, "mujeres"): preceptos referentes a la vida matrimonial. El Séder Nashim (en hebreo: נשים) es el tercer orden de la Mishná (también del Talmud y de la Tosefta) que contiene el derecho de familia. De los seis órdenes de la Mishná, es el segundo orden más corto. Nashim consta de siete tratados.

### Nezikín
Nezikín (נְזִיקִין, "daños y perjuicios"): compila la halajá referente al derecho civil y al derecho mercantil. El Séder Nezikín (en hebreo: סדר נזיקין) (en español: "Daños") es el cuarto orden de la Mishná (también de la Tosefta y del Talmud). El orden se ocupa en gran medida del derecho penal y del derecho civil del pueblo judío, y del poder judicial judío. Nezikin contiene diez tratados (masejtot).

### Kodashim
Kodashim (קֳדָשִׁים, "santidades"): leyes religiosas sobre el Templo de Jerusalén. El Séder Kodashim (en hebreo: סדר קדשים) es el quinto orden de la Mishná, la Tosefta y el Talmud, y trata en gran parte, sobre los servicios religiosos que tenían lugar dentro del Templo de Jerusalén, y sobre los sacrificios de animales que se realizaban allí, así mismo trata sobre otros temas relacionados, como la matanza de ganado con fines alimentarios, y la cashrut. Este orden de la Mishná es conocido como Kodashim ("cosas sagradas"), porque trata sobre temas relacionados con el servicio sacerdotal en el Templo de Jerusalén, y con la matanza de los animales según el ritual judío, la shejitá.

### Tohorot
Tohorot (טָהֳרוֹת, "purificación"): preceptos referentes a la purificación ritual del cuerpo (Nidá). El Séder Tohorot (en hebreo: טָהֳרוֹת) es el sexto orden de la Mishná, la Tosefta y el Talmud. Este orden trata de la distinción entre lo puro y lo impuro, y sobre las leyes de la pureza. Este es el orden más largo de la Mishná. El orden de Tohorot contiene doce tratados.